# Gescheurde achillespees
Een achillespeesruptuur (gescheurde achillespees, achillespeesscheur) is een geheel of gedeeltelijke scheuring van de achillespees. Meestal voelt het moment van een dergelijke scheuring als een schop of klap tegen de kuit. De scheuring kan gebeuren tijdens belasting van de pees, maar kan ook bij relatief zeer kleine bewegingen (zoals rustig fietsen) plotseling ontstaan.
Bij volledige doorscheuring is de kuitspier niet meer verbonden met de voet. Dit kan getest worden door te knielen op een bank of stoel; de voet moet vrij in de ruimte hangen. Wanneer de achillespees intact is, zal de voet bewegen bij knijpen in de kuitspier. Bij een gescheurde achillespees blijft de voet stil hangen, wanneer er in de kuitspier geknepen wordt.
Deze blessure komt relatief veel voor bij mannen tussen de 30 en 50 jaar. Het kan ontstaan als bijwerking van medicijnen, vooral van het antibioticum ciprofloxacine en andere middelen uit dezelfde groep. Het treedt eerder op bij een verminderde algemene gezondheid, bijvoorbeeld als gevolg van diabetes mellitus en ernstig nierfalen
Behandeling is operatief door hechting van de gescheurde peesdelen of conservatief door fixatie in strekstand met een verband, waarbij de peesvezels vanzelf aan elkaar moeten groeien.